# Зорепедія
Зорепедія (англ. Wookieepedia), повна назва Зорепедія, Зоряні Війни Вікі (англ. Wookieepedia, the Star Wars Wiki) — це онлайн-енциклопедія, яка присвячена всесвіту «Зоряних війн». Зорепедія включає в себе всю, як канонічну, так і легендарну, інформацію про всі фільми, серіали, книги, комікси, манґи, відеоігри, персонажів, істот, мови, планети, технології зі Зоряних війн. Це спеціалізована вікі, створена, щоб стати великою енциклопедією всесвіту Зоряних війн, яка написана майже повністю з точки зору всесвіту. Назва Зорепедія є контамінацією зі слів «зоря» та «енциклопедії», аналогія до Вікіпедії.

## Назва
Англійська назва «Wookieepedia» утворена від об'єднання двох слів: вукі (раса істот всесвіту Зоряних війн) та енциклопедія.
Деякі мовні розділи моють свої назви енциклопедії. Наприклад німецький, фінський, норвезький розділи називаються «Jedipedia», на честь Ордену джедаїв; нідерландська енциклопедія називається «Yodapedia» на честь Йоди (персонаж Зоряних війн); румунська «Lukepedia» вшановує Люка Скайвокера, а словацька «Darthpedia» — Дарта Вейдера.

## Історія
Зорепедія була заснована 4 березня 2005 року учасниками англійської Вікіпедії Чедом Барбрі та Стівеном Грінвудом. На це їх змусив той факт, що статті про персонажів із Зоряних війн з англійського розділу видалялися як незначущі. 6 лютого 2005 року Грінвуд та Барбрі обговорили деталі на сторінці обговорення у Вікіпедії, які привели їх до створення нової вікі. Незабаром до них приєднались інші редактори, які хотіли писати статті про Зоряні війни. Практично всі Зорепедії розміщені на хостингу «Фендом» (до 4 жовтня 2016 року «Вікія»), крім французького, італійського, німецького, фінського та польського розділів. Багато з цих Зорепедій перейшли на окремі домени у вересні 2013 року, коли відбулася зміна оформлення.
Зорепедія була найбільш відвідуваною вікі, яка розміщена на хостингу «Вікія» до квітня 2005 року. 28 листопада 2005 року Зорепедія була обрана Sci-Fi Channel «Сайтом тижня про науково-фантастичні історії». У січні 2006 року сайт був відзначений як «Вікія місяця».
Після того, як у квітні 2014 року Розширений всесвіт Зоряних війн було оголошено неканонічним, і це призвело до появи «Легенд Зоряних війн», Зорепедія запровадила окремі вкладки «Канон» і «Легенди» для предметів, які з'являлися як до, так і після перезапуску. Вкладка «Легенди» містить лише інформацію з джерел, опублікованих до перезапуску 2014 року, а вкладка «Канон» містить в основному інформацію робіт, які опубліковувались з 2015 року, включаючи фільми, випущені під керівництвом The Walt Disney Company. Винятком стала MMORPG Star Wars: The Old Republic, яка пережила кілька розширень після 2015 року, але все ще вважається «Легендами».
З 2015 року Зорепедію відвідує 3,7 млн користувачів щомісяця.
Станом на жовтень 2021 року англомовна версія вікі містить понад 171 000 статей, що робить її сьомою за величиною Фендомом за кількістю статей, випереджаючи такі вікі, як Memory Alpha та WoWWiki. На хостингу Фендом є велика кількість інших мовних розділів, і Зорепедія координує свої дії з німецькою вікі «Jedipedia.net» та польською «Biblioteka Ossus».

## Прийом
Актори франшизи використовували Зорепедія, щоб краще зрозуміти всесвіт Зоряних війн, і краще зіграти своїх героїв, включаючи Фелісіті Джонс, яка зобразила Джин Ерсо у фільмі 2016 року «Бунтар Один. Зоряні Війни. Історія» та Олден Еренрайк, який зіграв молодого Хана Соло у фільмі 2018 року «Соло. Зоряні Війни. Історія».

## Мовні розділи
Зорепедія включає 33 мовних розділів. Станом на 1 вересня 2023 року англомовний розділ містив 172 188 статей, а кількість статей усіх мовних розділів становила понад 400 тис.
| Код | Мова                       | Назва                       | Кількість статей |
| cs  | Чеська (Česky)             | Czech Star Wars Wiki        | 4 304            |
| de  | Німецька (Deutsch)         | Jedipedia                   | 50 556           |
| en  | Англійська (English)       | Wookieepedia                | 185 676          |
| es  | Іспанська (Español)        | Star Wars Wiki en Español   | 38 177           |
| fi  | Фінська (Suomi)            | Jedipedia                   | 4587             |
| fr  | Французька (Français)      | French Star Wars Wiki       | 30 002           |
| hu  | Угорська (Magyar)          | Kaminopedia                 | 3 793            |
| it  | Італійська (Italiano)      | Javapedia                   | 12 242           |
| ja  | Японська (日本語)          | Wookieepedia                | 15 277           |
| nl  | Нідерландська (Nederlands) | Yodapedia                   | 13 983           |
| pl  | Польська (Polski)          | Biblioteka Ossus            | 25 223           |
| pt  | Португальська (Português)  | Star Wars Wiki em Português | 9041             |
| ru  | Російська (Русский)        | Вукипедия                   | 40 700           |
| uk  | Українська (Українська)    | Зоряні Війни Вікі           | 2031             |